# Samsung Galaxy Watch 7
Samsung Galaxy Watch 7 (stilizat ca Samsung Galaxy Watch7) este o serie de ceasuri inteligente bazate pe Wear OS⁠(d), dezvoltate de Samsung Electronics. A fost anunțat pe 10 iulie 2024, la evenimentul bianual Samsung Galaxy Unpacked. Ceasurile au fost lansate pe 24 iulie 2024.
| Modelul                                         | Galaxy Watch 7 | Galaxy Watch 7 | Sursa                                                            |
| ----------------------------------------------- | --- | --- | ---------------------------------------------------------------- |
| Dimensiune                                      | 40 mm | 44 mm | [ 5 ] [ 6 ]                                                      |
| Nr. Componentă                                  | N/A | N/A | [ 5 ] [ 6 ]                                                      |
| Culori                                          | Verde, Crem | Verde, Argintiu | [ 5 ] [ 6 ]                                                      |
| Afișare                                         | 1.3" (33.3 mm) | 1.5" (37.3 mm) | [ 5 ] [ 6 ]                                                      |
| Rezoluție                                       | 432 x 432 pixeli | 480 x 480 pixeli | [ 5 ] [ 6 ]                                                      |
| Sticlă                                          | Cristal de safir | Cristal de safir | [ 5 ] [ 6 ]                                                      |
| Șasiu                                           | Aluminiu | Aluminiu | [ 5 ] [ 6 ]                                                      |
| Procesor                                        | Exynos⁠(d) W1000; configurație de 5 procesoare cu un procesor Cortex-A78⁠(d) la 1.6 GHz și patru procesoare Cortex-A55⁠(d) de până la 1,5 GHz | Exynos⁠(d) W1000; configurație de 5 procesoare cu un procesor Cortex-A78⁠(d) la 1.6 GHz și patru procesoare Cortex-A55⁠(d) de până la 1,5 GHz | [ 5 ] [ 6 ]                                                      |
| Sistem De Operare                               | WearOS (OS 5.0)⁠(d) | WearOS (OS 5.0)⁠(d) | [ 5 ] [ 6 ]                                                      |
| Iu                                              | One UI Watch 6⁠(d) | One UI Watch 6⁠(d) | [ 5 ] [ 6 ]                                                      |
| Dimensiune (cu excepția senzorului de sănătate) | 40,4 x 40,4 x 9,7 mm | 44,4 x 44,4 x 9,7 mm | [ 5 ] [ 6 ]                                                      |
| Greutate (fără curea)                           | 28.8 g | 33.8 g | [ 5 ] [ 6 ]                                                      |
| Dimensiunea Curelei                             | 20 mm | 20 mm | [ 5 ] [ 6 ]                                                      |
| Rezistența La Apă                               | IP68 | IP68 | [ 5 ] [ 6 ]                                                      |
| Memorie                                         | 2 RO RAM + 32 RO memorie flash | 2 RO RAM + 32 RO memorie flash | [ 5 ] [ 6 ]                                                      |
| Conectivitate                                   | - LTE - Bluetooth 5.3 - Wi-Fi a/b/g / n 2, 4 + 5 GHz - NFC - A-GPS, GLONASS, Beidou⁠(d), Galileo | - LTE - Bluetooth 5.3 - Wi-Fi a/b/g / n 2, 4 + 5 GHz - NFC - A-GPS, GLONASS, Beidou⁠(d), Galileo | [ 5 ] [ 6 ]                                                      |
| Senzori                                         | - Monitor De Ritm Cardiac - Monitor De Oxigen Din Sânge - Electrocardiografie (ECG) - Monitor De Tensiune Arterială - Analiza Impedanței Bioelectrice - Senzor De Temperatură - Accelerometru - Barometru - Senzor Giroscopic - Senzor Geomagnetic - Senzor De Lumină | - Monitor De Ritm Cardiac - Monitor De Oxigen Din Sânge - Electrocardiografie (ECG) - Monitor De Tensiune Arterială - Analiza Impedanței Bioelectrice - Senzor De Temperatură - Accelerometru - Barometru - Senzor Giroscopic - Senzor Geomagnetic - Senzor De Lumină | [ 5 ] [ 6 ]                                                      |
| Caracteristici                                  | - Comanda și dictarea limbajului Natural - Sistem SOS de urgență | - Comanda și dictarea limbajului Natural - Sistem SOS de urgență | - Comanda și dictarea limbajului Natural - Sistem SOS de urgență |
| Baterie                                         | 300 mAh | 425 mAh | 425 mAh                                                          |